# Enguídanos
Enguídanos é um município da Espanha, na província de Cuenca, comunidade autônoma de Castela-Mancha. Tem 165,35 km² de área e em 2021 tinha 303 habitantes (densidade: 1,8 hab./km²). Limita com os municípios de Cardenete, Víllora, Narboneta, Paracuellos, Mira, Campillo de Altobuey, Puebla del Salvador, La Pesquera e Minglanilla.